# Den Evangelisk Lutherske Frikirke i Norge
Den Evangelisk Lutherske Frikirke (også kaldet Frikirken, etableret i 1877 i Moss) er et norsk religiøst samfund baseret på luthersk, protestantisk kristendom.  Frikirken har mere end firs menigheder over hele Norge.  Frikirken adskiller sig fra Den norske kirke, primært gennem sin organisation og total uafhængighed af de politiske myndigheder.  Synoden, ledet af en synodeformand er Frikirkens øverste myndighed. Her bestemmes også teologiske spørgsmål.
De lokale menigheder ledes af en pastor og et ældsteråd. Ledelsen består efter 2005, også af kvinder.